# Gecombineerde Veenpolder onder Zwammerdam
Het waterschap Gecombineerde Veenpolder onder Zwammerdam was een waterschap in de Nederlandse provincie Zuid-Holland, in de gemeente Bodegraven-Reeuwijk.
De polder wordt gesticht op 17 april 1734 en staat ook bekend als Tempelpolder. De polder was tot 1883 een onderdeel van de polder Reeuwijk. De polder is ontstaan door samenvoeging en bedijking van de oostelijke helft van het polderblok De Tempel, de noordelijk daarvan gelegen blokken Voshol en Wonne en een klein westelijk deel van het blok Broekvelden.
Het waterschap was verantwoordelijk voor de vervening, drooglegging en de waterhuishouding in het gebied.